# عثمان بن موهب الهاشمي
عثمان بن موهب الكوفي، مولى بني هاشم، تابعي، وأحد رواة الحديث النبوي، من أهل الكوفة.

## روايته للحديث النبوي
- روى عن: أنس بن مالك.
- روى عنه: زيد بن الحباب العكلي.[1]
- الجرح والتعديل: قال أبو حاتم الرازي: «صالح الْحَدِيث.»، وروى له النسائي حديثًا واحدًا في عمل اليوم والليلة، وهو حديث: «قال النَّبِي ﷺ لفاطمة: مَا يمنعك أَن تسمعي مَا أوصيك بِهِ».[1]